# Agylla albivenis
Agylla albivenis là một loài bướm đêm thuộc phân họ Arctiinae, họ Erebidae.